# 郡山市歴史資料館
郡山市歴史資料館（こおりやましれきししりょうかん）は、福島県郡山市にある博物館である。1982年（昭和57年）4月に郡山市図書館附属歴史資料館として開館し、2001年（平成13年）4月に独立した。

## 概要
郡山市の歴史資料を収集しており、後世に伝えるために保存している。

### 施設
1F
- 案内室

2F
- 第一展示室（常展） - 郡山市内の遺跡から出土した石器や土器、歴史資料館所蔵の古文書史料などを中心に展示[3]。

3F
- 第二展示室（企画展）
- 第三展示室（常展）
  - 戦争資料展 - 1996年「郡山市戦後50年記念展」に使用された写真で、当館に寄贈された[2]。
  - なつかしい生活用具展
  - こけしコーナー - 2005年2月に寄贈された189本のこけしを展示している[2]。

## 主な年間行事
- 企画展（年1回開催）
- 古文書教室（年3回開催）
- 史跡・文化財めぐり（年2回開催）

## 利用案内
- 入館料：無料
- 開館時間：午前10時 - 午後5時(最終入館午後4時30分。資料閲覧は午後4時まで)[3]
- 休館日：月曜日(月曜日が祝日の場合は翌日以降の平日)、年末年始(12月28日 - 1月4日) 、月末日(土曜日、日曜日の場合はその前日の平日) 
  - 展示替えなどにより臨時に休館する場合あり[3]。

## 周辺
- 21世紀記念公園麓山の杜
- 麓山公園
- 郡山聖ペテロ聖パウロ教会
- 郡山市郡山公会堂
- 郡山市中央公民館・勤労青少年ホーム
- 郡山市中央図書館
- 郡山市民文化センター